# Acura Vigor
O Vigor é um sedan médio-grande, produzido pela Honda entre 1981 e 1995 e por sua divisão de luxo, a Acura, entre 1992 e 1994.

## História
Lançado em 1981 no Japão, sob a marca Honda, o Vigor era uma versão modificada do Honda Accord, com mais equipamentos de série. Seus principais concorrentes no mercado japonês eram o Nissan Laurel e o Toyota Chaser. Entre seus atributos, destacavam-se cintos de segurança com pré-tensionadores e freios ABS. A segunda geração do Vigor, lançada em 1986, seguia os mesmos traços da versão americana do Accord.
Em sua terceira geração, lançada em 1989, a Honda resolveu utilizar o Vigor no mercado americano, para preencher a lacuna existente entre o Acura Integra e o Acura Legend, visando evitar que seus consumidores migrassem para automóveis de outros fabricantes, por falta de opção. Depois dos estudos e trabalhos para adaptação, o então Acura Vigor foi apresentado ao mercado americano em 1992. Trazia o inédito motor 2.5L I5 (inline five, ou cinco cilindros em linha), com 20 válvulas, capaz de gerar 176cv de potência.
Seus principais alvos eram o ES 300, da Lexus, divisão de luxo da concorrente Toyota; seguido pelo J30 da Infiniti, divisão de luxo da Nissan. O Vigor foi vendido até 1994 no mercado americano e até 1995 no japonês. Foi sucedido pelo Acura TL nos Estados Unidos e pelo Honda Saber no Japão.

## Galeria

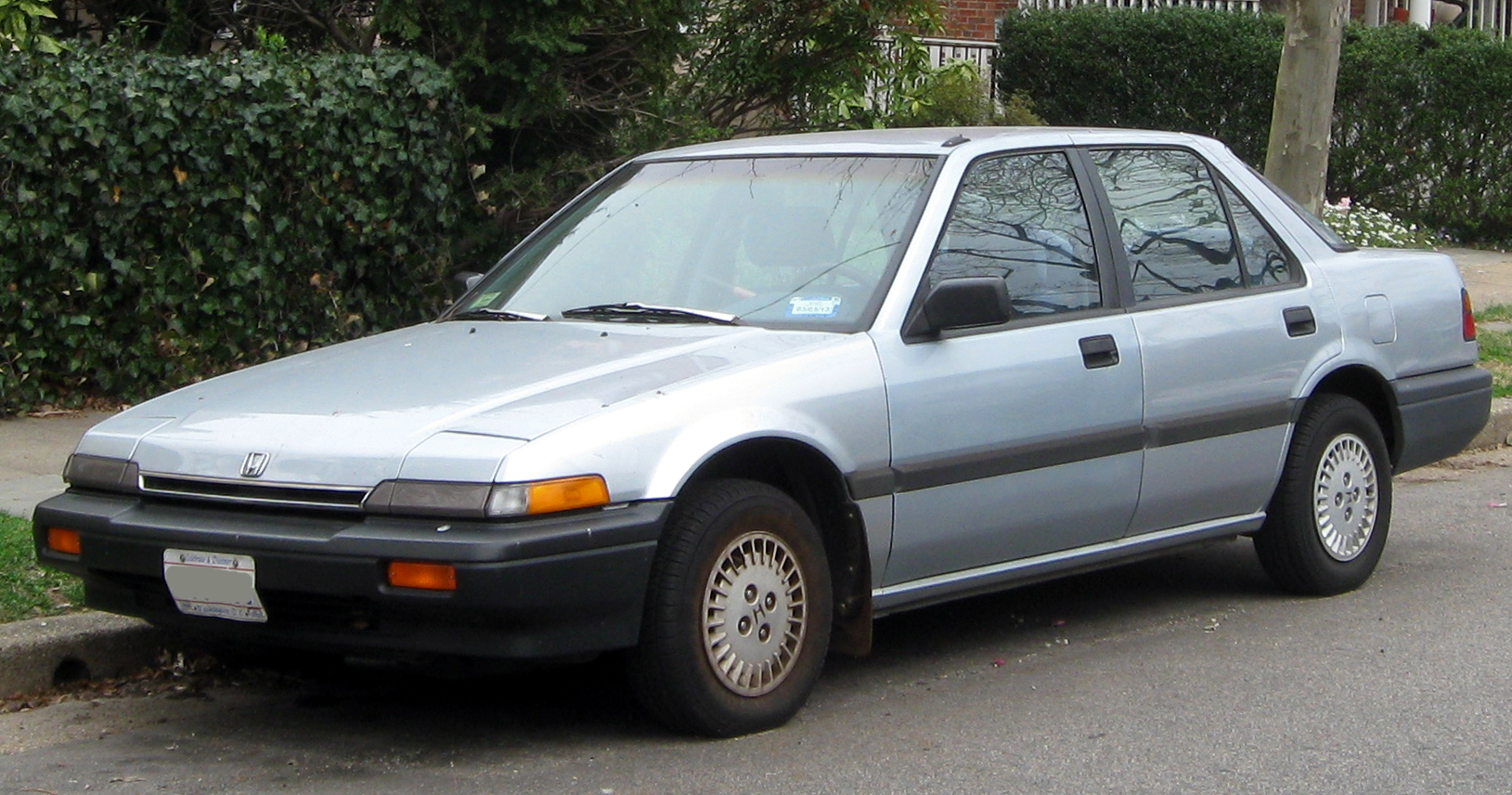
O Accord americano de 3ª geração serviu como base para a 2ª geração Honda Vigor japonês.
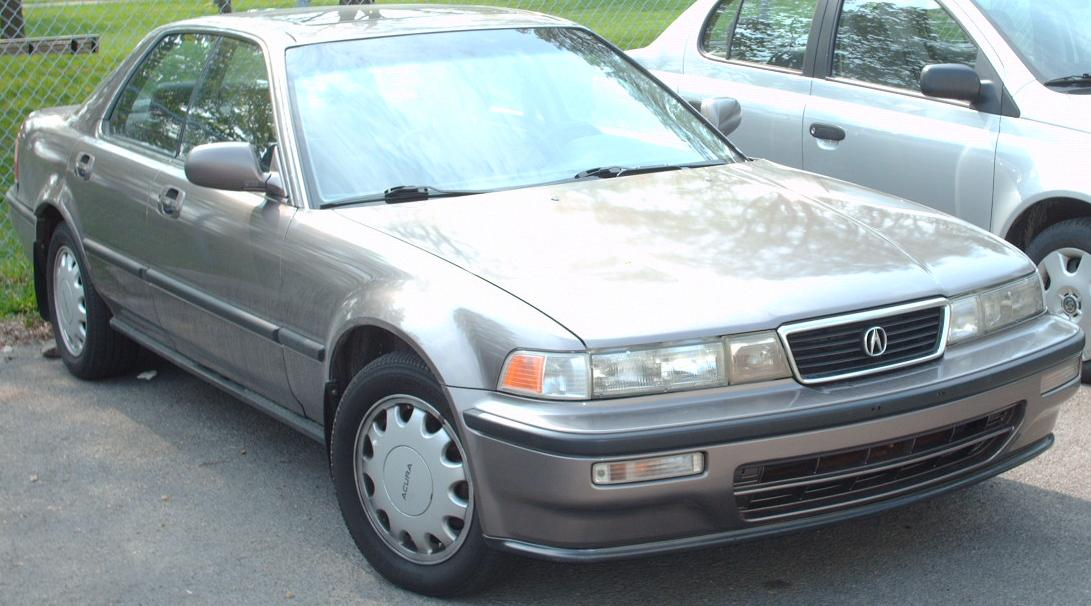
Acura Vigor, vendido nos EUA.